# انجمن حمایت از حقوق کودکان
انجمن حمایت از حقوق کودکان، با مجوز شماره ۱۱۳۳۸ اداره کل شرکت‌ها، در راستای حمایت از حقوق کودکان به عنوان سازمانی مردم نهاد، مستقل، غیر سیاسی و غیرانتفاعی در سال ۱۳۷۳ آغاز به کار کرد.
هدف اصلی این انجمن «تبلیغ و ترویج اصول مندرج در پیمان‌نامه جهانی حقوق کودک» است. انجمن می‌کوشد تا در بهبود وضعیت عمومی زندگی کودکان ایران فعالانه شرکت کند و راه‌های رسیدن به حداقل زندگی مناسب برای همه کودکان ایران در رشد جسمی، ذهنی، عاطفی و اجتماعی را شناسایی و هموار کند.
این انجمن عضو شبکه یاری کودکان کار و خیابان نیز می‌باشد.
این انجمن در تلاش است تا با تکیه بر فعالیت‌های گروهی و داوطلبانه اعضای خود، در بهبود وضعیت زندگی کودکان، مشارکتی فعال داشته باشد. این انجمن با رعایت کامل قوانین جمهوری اسلامی ایران، در زمینه‌های مختلفی فعالیت می‌کند؛ زمینه‌هایی مرتبط با تحصیل، اطلاع‌رسانی، آموزش، مراقبت‌های بهداشتی، خدمات مشاوره‌ای برای خانواده‌ها و نیز یاری‌رسانی عملی به کودکانی که بر اثر بلایای طبیعی و اجتماعی و شرایط دشوار زندگی، آسیب دیده‌اند. مواردی مانند حمایت از کودکان کار، کودکان بی‌سرپناه، کودکان قربانی سیل یا جنگ و کودکانی که مورد سوءاستفاده قرار گرفته‌اند، از جمله فعالیت‌های انجمن در راستای تحقق پیمان نامه جهانی حقوق کودک در ایران است.

## بیانیه چشم‌انداز
آرمان انجمن حمایت از حقوق کودکان، رسیدن به شرایطی است که هیچ کودکی در ایران، مورد تبعیض، خشونت و بهره‌کشی قرار نگیرد و زمینه تحصیل و رشد جسمی، ذهنی، معنوی، اخلاقی و اجتماعی همه کودکان فراهم شود.

## بیانیه مأموریت
انجمن حمایت از حقوق کودکان باهدف بهبود وضعیت زندگی همه کودکان، به ترویج و تبلیغ پیمان‌نامه جهانی حقوق کودک می‌پردازد.

## فعالیت‌ها
انجمن از بدو تأسیس تا کنون بر سه حوزه اصلی متمرکز بوده‌است: فعالیت‌های تقنینی، فرهنگی- اجتماعی و اجرایی.

### ۲. فعالیت‌های تقنینی
بررسی قوانین مدنی مرتبط با کودکان و حقوق آنان، تلاش برای بازنگری و اصلاح قوانین موجود به سود کودکان و ارائه طرح‌هایی برای تصویب قوانین جدید به منظور حمایت از حقوق کودکان، فعالیت‌های تقنینی انجمن را تشکیل می‌دهند. برخی از دستاوردهای انجمن در این حوزه عبارتند از:
- طرح قانون کودکان و نوجوانان (در مورد کودک آزاری) مصوب ۱۳۸۱
- طرح اصلاح قانون حضانت
- کوشش در جهت حذف اعدام زیر ۱۸ سال

۲. فعالیت‌های فرهنگی- اجتماعی
شامل اطلاع‌رسانی، افزایش آگاهی و آموزش حقوق کودکان به خانواده‌ها، نهادها و سازمان‌های اجتماعی که با کودکان در ارتباط هستند. همچنین تلاش برای کاهش و پیشگیری از بدرفتاری، آزار و هرنوع سوء استفاده، بی‌توجهی، بهره‌کشی، تبعیض و رفتاری که به سلامت جسمی و روانی کودکان آسیب می‌رساند. واحد آموزش و کمیته روابط عمومی انجمن در این راستا فعالیت می‌کنند.
۳. فعالیت‌های اجرایی
تلاش برای به اجرا درآوردن قوانین حامی کودکان و فعالیت برای از میان برداشتن موانعی که اجرای صحیح این قوانین را مختل کرده‌است؛ برای نمونه می‌توان به قوانینی همچون ممنوعیت کار کودک، آموزش عمومی و رایگان اشاره کرد. واحدهای حقوقی، مددکاری، صدای یارا، خانه‌های کودک شوش و ناصرخسرو و همچنین پروژه‌های خراسان جنوبی و آذربایجان شرقی در این راستا فعالیت‌های گسترده‌ای را انجام می‌دهند.

## ساختار انجمن
طبق اساسنامه، مجمع عمومی، هیئت مدیره و بازرسان، ارکان اصلی انجمن هستند. انجمن توسط هفت نفر اعضای هیئت مدیره و یک بازرس منتخب اعضا اداره می‌شود. هیئت مدیره هر دو سال یکبار توسط مجمع عمومی انتخاب می‌شوند.

## تاریخچه حقوق کودکان
حمایت از کودکان و حقوق کودکان واژه‌هایی هستند که خیلی از عمر کاربرد آن‌ها نمی‌گذرد. در گذشته هیچ‌کس به این‌که حمایت ویژه‌ای را به کودکان اختصاص دهد، نمی‌اندیشید و کودکان همچون بزرگسالانی کوچک به حساب می‌آمدند. برای همین بود که به کار گماشته شدن کودکان در مشاغل دشوار نیز همچنان که در آثار چارلز دیکنز نویسنده شهیر انگلیسی به چشم می‌خورد، در جوامع و به‌خصوص درکشورهای صنعتی غربی رواج داشت. کودکانی که با این مشاغل سخت سرو کار داشتند اغلب به این دلیل که توانایی حمایت از خود را در برابر کارفرمایانشان نداشتند، از شرایط کاری دشوارتر و ناعادلانه‌تری نسبت به بزرگسالان برخوردار بودند و آسیب‌های فراوانی زندگی آنان را تهدید می‌کرد. در اواسط سده نوزده میلادی، این ایده در فرانسه شکل گرفت که به کودکان، حمایت ویژه‌ای را اختصاص دهند، و بدین ترتیب امکان توسعه تدریجی حقوق افراد در زیر سن قانونی فراهم آمد. از ۱۸۴۱، اولین قوانین حمایتی از کودکان در محیط کارشان شکل گرفت. از سال ۱۸۸۱، قوانین فرانسه حق کودکان برای آموزش را نیز دربر گرفت.
در ابتدای قرن بیستم میلادی، حمایت از کودکان، شروع به پیدا کردن جایگاهی برای خود کرد. جایگاهی که حمایت‌هایی در زمینه‌های پزشکی، اجتماعی و قضایی را شامل می‌شد. این نوع از حمایت، اولین بار در فرانسه آغاز شد و سپس در سراسر اروپا گسترش پیدا کرد.
از سال ۱۹۱۹، جامعه بین‌الملل، به دنبال ایجاد یک سازمان متشکل از ملت‌ها (که بعدتر به شکل سازمان ملل درآمد)، این مفهوم را مورد توجه قرار داد و با هدف پرداختن به این مفهوم، کمیته‌ای را برای حمایت از کودکان طرح‌ریزی کرد.
این سازمان در تاریخ ۱۶ سپتامبر ۱۹۲۴ اعلامیه حقوق کودک را که اولین معاهده بین‌المللی در زمینه حقوق کودکان است، مورد پذیرش قرار داد. این اعلامیه در ۵ بخش حقوق ویژه‌ای را برای کودکان و مسئولیت‌هایی را برای بزرگسالان قائل می‌شد.
اما وقوع جنگ جهانی دوم و پیامدهای آن بود که لزوم چنین حمایت‌هایی را بیش از پیش آشکار ساخت. جنگ جهانی دوم هزاران کودک را در وضعیتی بسیار وخیم قرار داده بود. از این رو پس از جنگ (در سال ۱۹۴۷)، صندوقی در سازمان ملل به منظور اقدام فوری در جهت کودکان تأسیس شد. این صندوق بعدتر به شکل سازمان یونیسف درآمد و جایگاه یک سازمان بین‌المللی به آن اعطا شد.
از بدو تأسیس، یونیسف به‌طور خاص بر روی کمک به آسیب‌دیدگان جوان جنگ جهانی دوم (که عمدتاً مراقبت از کودکان اروپایی را در بر می‌گرفت) متمرکز بود. اما در ۱۹۵۳، این سازمان مأموریت خود را به دامنه ای بین‌المللی افزایش و فعالیت‌هایش را به کشورهای در حال توسعه نیز گسترش داد. یونیسف سپس چندین برنامه را برای کمک به کودکان در زمینه تحصیل، سلامت و نیز دسترسی به آب و غذا به مرحله اجرا درآورد.
از تاریخ ۱۰ دسامبر ۱۹۴۸، اعلامیه جهانی حقوق کودک این موضوع را که «مادران و کودکان حق دارند که از مراقبت و یاری ویژه‌ای بهره‌مند شوند» به رسمیت شناخت. در سال ۱۹۵۹ مجمع عمومی سازمان ملل، پیمان‌نامه حقوق کودک را که در آن ۱۰ اصل حقوق کودک توصیف شده بود، به تصویب رساند. در حالی‌که این متن توسط همه کشورها امضا نشده بود و اصول آن تنها ارزش اطلاع‌رسانی داشت، اما همین متن راه را برای پیمان‌نامه جهانی حقوق کودک هموار کرد.
پس از تصویب پیمان‌نامه حقوق کودک، سازمان ملل خواستار معرفی یک منشور حقوق بشر شد که قابلیت اجرایی داشته باشد و کشورها ملزم باشند که به آن احترام بگذارند؛ بنابراین، یک کمیسیون حقوق بشر برای نوشتن چنین متنی تشکیل شد.
در بحبوحه جنگ سرد و پس از مذاکراتی سخت، دو متن مکمل پیمان نامه حقوق بشر به وسیلهٔ مجمع عمومی سازمان ملل در نیویورک پذیرفته شد:
- منشور بین‌المللی حقوق اقتصادی، اجتماعی و حقوق بشر، حقوقی را برای حمایت در برابر استثمار اقتصادی به رسمیت شناخت، حقوقی همچون حق تحصیل و حق بهداشت و درمان،
- منشور مرتبط با حقوق مدنی که بر پایه داشتن نام و ملیت استوار است.

سال ۱۹۷۹، به عنوان سال جهانی کودک توسط سازمان ملل نام‌گذاری شد. این سال تغییرات واقعی را در روح پیمان‌نامه مشاهده کرد. در این سال یک کارگروه کاری درون کمیسیون حقوق بشر به پیشنهاد لهستان تشکیل شد که مسئولیت نوشتن یک منشور بین‌المللی را بر عهده گرفت.
پیمان‌نامه حقوق کودک به اتفاق آرا در ۲۰ نوامبر ۱۹۷۹ در مجمع عمومی سازمان ملل به تصویب رسید. ۵۴ ماده این پیمان‌نامه حقوق اقتصادی، اجتماعی و فرهنگی کودکان را توضیح می‌دهد.
پیمان‌نامه حقوق کودک متنی است در رابطه با حقوق بشر که به یک پیمان بین‌المللی شد و از ۲ سپتامبر ۱۹۹۰ پس از آنکه در ۲۰ کشور به تصویب رسید، وارد فاز اجرایی شد.
تا به امروز، منشور بین‌المللی حقوق بشر توسط ۱۹۰ کشور از ۱۹۲ کشور عضو به امضا رسیده‌است، اگرچه بعضی از کشورها، با شروط و محدودیت‌هایی این پیمان‌نامه را پذیرفته‌اند. تنها دو کشور ایالات متحده و سومالی این پیمان‌نامه را امضا کرده، اما مصوب نکرده‌اند.
امروزه، ایده و شخصیت خود پیمان نامه جهانی حقوق کودک در تمامی جهان پذیرفته شده‌است. اگرچه، موانع کاربردی برای بهبود تحقق این پیمان نامه هنوز وجود دارد و برای گذار از سخن تا عمل، همچنان کار بسیاری باقی است. در جهانی که فوریت یک امر مسلط است، در جهانی که در هر ۵ ثانیه، یک کودک در اثر گرسنگی می‌میرد، اکنون زمان آن است که تئوری‌ها به همراه کاربردها به یکدیگر بپیوندند.